# Buse Tosun Çavuşoğlu
Buse Tosun Çavuşoğlu (Izmir, 5 de dezembro de 1995) é uma lutadora de estilo-livre turca.

## Carreira
Ela é membro do Yalova Çiftlikköy Belediyesi SK.

### 2013–19
Ela participou do evento de 63 kg do Campeonato Europeu de Luta Livre de 2013 em Tbilisi, Geórgia e avançou para as semifinais. No mesmo ano, ela ganhou a medalha de ouro no evento de 63 kg no Campeonato Europeu Júnior realizado em Skopje, Macedônia. No Campeonato Mundial de 2013 em Budapeste, Hungria, ela perdeu na primeira rodada do evento.
Ela ganhou a medalha de ouro no Campeonato Europeu Júnior Feminino de 2014 em Katowice, Polônia. Ela participou do Campeonato Mundial de 2014 em Tashkent, Uzbequistão, sem sucesso. Tosun conquistou a medalha de bronze no Campeonato Europeu Sub-23 em Wałbrzych, Polônia. Ela competiu na categoria de 63 kg dos Jogos Europeus de 2015 em Baku, Azerbaijão.
Em 2016, ela conquistou a medalha de bronze no evento de 69 kg do Campeonato Europeu realizado em Riga, Letônia. Tosun conquistou a medalha de ouro no Campeonato Europeu Sub-23 de 2016 em Ruse, Bulgária. Ela ganhou uma vaga de cota nas Olimpíadas de Verão de 2016 com sua performance de ficar em segundo lugar no Torneio de Qualificação Olímpica de Luta Livre Europeia de 2016 em Zrenjanin, Sérvia. Nas Olimpíadas de 2016 no Rio de Janeiro, Brasil, Tosun perdeu a partida de repescagem no evento de 69 kg e não conseguiu ganhar uma medalha. Ela ganhou a medalha de ouro no evento de 68 kg do Campeonato Europeu Sub-23 de 2018 realizado em Istambul, Turquia.
Em 2018, ela ganhou a medalha de ouro no evento feminino de 68 kg no Campeonato Europeu de Luta Livre Sub-23 realizado em Istambul, Turquia.

### 2020–23
Em 2020, ela ganhou a medalha de prata no evento feminino de 72 kg na Copa do Mundo de Luta Individual de 2020, realizada em Belgrado, Sérvia. Em março de 2021, ela competiu no Torneio Europeu de Qualificação em Budapeste, Hungria, na esperança de se classificar para as Olimpíadas de Verão de 2020 em Tóquio, Japão. Ela não se classificou neste torneio e também não conseguiu se classificar para as Olimpíadas no Torneio Mundial de Qualificação Olímpica realizado em Sófia, Bulgária. Em junho de 2021, ela ganhou a medalha de prata em seu evento no Aberto da Polônia de 2021, realizado em Varsóvia, Polônia. Em outubro de 2021, ela ganhou uma das medalhas de bronze no evento feminino de 72 kg no Campeonato Mundial de Luta Livre em Oslo, Noruega.
Em 2022, ela ganhou a medalha de prata no evento de 72 kg no Campeonato Europeu de Luta Livre realizado em Budapeste, Hungria. Poucos meses depois, ela também ganhou a medalha de prata no evento de 68 kg nos Jogos do Mediterrâneo de 2022, realizados em Oran, Argélia. Ela ganhou a medalha de ouro em seu evento no evento Tunis Ranking Series de 2022, realizado em Tunis, Tunísia. Ela ganhou a medalha de ouro no evento de 72 kg nos Jogos da Solidariedade Islâmica de 2021, realizados em Konya, Turquia. Ela perdeu sua luta pela medalha de bronze no evento de 72 kg no Campeonato Mundial de Luta Livre de 2022, realizado em Belgrado, Sérvia.
Em 2023, ela ganhou a medalha de prata no evento de 72 kg no Campeonato Europeu de Luta Livre realizado em Zagreb, Croácia. Ela foi derrotada pela romena Alexandra Nicoleta Anghel por 4-4 e ganhou a medalha de prata. Nas quartas de final, ela venceu as semifinais com uma queda de 6-0 sobre a israelense nascida na Rússia Ilena Kratysh. Após derrotar a italiana Dalma Caneva com uma superioridade técnica de 10-0 nesta rodada, Tosun chegou à final.
Tosun conquistou a medalha de ouro no evento feminino de 68 kg no Campeonato Mundial de Luta Livre de 2023, realizado em Belgrado, Sérvia. Buse Tosun Çavuşoğlu chegou às semifinais ao derrotar a moldava Irina Rîngaci no segundo round com um pinfall de 4-2, a mexicana Alejandra Rivera no terceiro round com um pinfall de 6-0 e a tcheca Adéla Hanzlíčková por 8-0 nas quartas de final. Nas semifinais, ela derrotou sua oponente japonesa Ami Ishii por 11-1 de superioridade técnica para chegar à final. Tosun também conquistou uma vaga para a Turquia nas Olimpíadas de Verão de 2024 em Paris, França.

### 2024–
Tosun conquistou a medalha de ouro no Campeonato Europeu de Luta Livre de 2024 em Bucareste, Romênia, no estilo livre feminino de 68 kg, derrotando a ucraniana Tetiana Rizhko por 5 a 2 na final. Ela chegou à final ao derrotar a azerbaijana Khanum Velieva, uma competidora individual independente pela Rússia, por 4 a 1 nas quartas de final e derrotar a tcheca Adéla Hanzlíčková por 10 a 9 nas semifinais.
Nas Olimpíadas de Paris de 2024, ela perdeu na primeira rodada para Amit Elor, dos Estados Unidos, por 10-2. Ela ganhou uma das medalhas de bronze no evento.